# On arrive quand ?
Pour plus de détails, voir Fiche technique et Distribution.
On arrive quand ? (Are We There Yet?) est un film américain de Brian Levant sorti en 2005.
Le rappeur afro-américain Ice Cube dans le rôle de Nick Persons joue aux côtés de Aleisha Allen dans le rôle de Lindsey Kingston et Philip Daniel Bolden dans le rôle de Kevin Kingston.

## Synopsis
Nick est célibataire et séducteur invétéré qui rêve de sortir avec Suzanne. Mais cette dernière, coincée par son travail à Vancouver, ne pense qu'à ses enfants, restés à Portland. Prêt à tout pour la séduire, Nick lui propose d'aller chercher ses enfants et de les lui ramener... 

## Fiche technique
- Titre original : Are We There Yet?
- Titre québécois : Quand est-ce qu'on arrive ?
- Réalisation : Brian Levant
- Scénario : Steven Gary Banks, Claudia Grazioso, J. David Stem et David N. Weiss, d'après une histoire de Steven Gary Banks et Claudia Grazioso
- Musique : David Newman
- Photographie : Thomas E. Ackerman
- Montage : Lawrence Jordan
- Producteurs : Matt Alvarez, Ice Cube et Dan Kolsrud

Producteurs délégués : Derek Dauchy et Todd Garner
- Production : Revolution Studios et Cube Vision
- Distribution : Columbia Pictures, Gaumont Columbia TriStar Films
- Genre : Comédie
- Durée : 95 minutes
- Année de production : 2004
- Dates de sortie :
  - États-Unis, Canada : 21 janvier 2005
  - France : 27 juillet 2005

## Distribution
- Ice Cube (VF : Lucien Jean-Baptiste) : Nicholas "Nick" Persons
- Nia Long (VF : Géraldine Asselin) : Suzanne Kingston
- Aleisha Allen (VF : Camille Islert) : Lindsey Kingston
- Philip Daniel Bolden (VF : Théo Gebel) : Kevin Kingston
- Jay Mohr (VF : Luc Boulad) : Marty
- M. C. Gainey : "Big" Al Buck
- Tracy Morgan (VF : Serge Faliu) : Satch the Bobblehead (voix)
- C. Ernst Harth (VF : Alain Flick) : Ernst
- Nichelle Nichols : Miss Mable
- Sean Millington (en) : Frank Kingston
- Henry Simmons : Carl

## Suites
- 2007 : On arrête quand ? (Are We Done Yet?) de Steve Carr
- depuis 2010 : Ma femme, ses enfants et moi (Are We There Yet?), série télévisée.